# Yellow Yeiyah
Yellow Yeiyah (nacido en 1984) es un nadador nigeriano.
Primero representó a Nigeria en el Campeonato Africano de Natación de 2006 realizado en Dakar en septiembre de 2006 donde marcó un tiempo de 26.04 en la prueba de 50 m estilo mariposa alcanzando el sétimo lugar .
En el Campeonato Mundial de Natación de 2007 llevado a cabo en Melbourne consiguió un tiempo de 26.05 en la misma prueba, particpipando además en las competencias de los 50 m y 100 m estilo libre, 100 m estilo mariposa, 200 m individuales combinados, así como en la prueba de 4 x 100 combinados con relevos. 
El periodista deportivo y antiguo nadador británico James Parrack lo ha descrito como un deportista con "gran potencial" y le ha sugerido que se especialice para maximizar sus destrezas.